# Aphilodon modestus
Aphilodon modestus är en mångfotingart som beskrevs av Filippo Silvestri 1909. Aphilodon modestus ingår i släktet Aphilodon och familjen Aphilodontidae. Inga underarter finns listade i Catalogue of Life.